# Карев, Леонид Алексеевич
Леони́д Алексе́евич Ка́рев (род. 1969, Москва) — российский композитор, органист и пианист.

## Биография
Окончил музыкальную школу и музыкальное училище имени Гнесиных, а затем Московскую консерваторию, ученик А. И. Головина, Ю. Воронцова и К. К. Баташова (композиция), Ю. М. Буцко (оркестровка), Н. Н. Гуреевой (орган) и Е. Натансон (фортепиано). С 1992 года во Франции, где продолжал обучение в Парижской и Булонской консерваториях, а также в Нормальной школе музыки у Алена Банкара и Мишеля Мерле (композиция), Мишеля Шапюи, Андре Изуара и Жана Гийю (орган). Победитель и лауреат международных органных и копозиторских конкурсов: U.F.A.M. — Париж 1996, «Concours d’orgue Marcel Dupré» — Шартр 1998, «Gino Contilli» — Мессина 2001, SACEM 2001, «Guido d’Arezzo» — Ареццо 2002.
В настоящее время Леонид Карев — органист парижской церкви Успения Богородицы и профессор консерватории в Париже и в Брюнуа. Он выступает с концертами, и его сочинения исполняются на фестивалях в Европе, России и в Америке.
По мнению рецензента «Московского музыкального вестника»,
Композиционная цельность, технически сложный, но доступный для восприятия музыкальный язык, стилистическое единство, бережное отношение к цитируемому материалу и к звуковым возможностям инструментального состава — вот основные черты творчества этого композитора. Леонид считает себя последователем творчества Юрия Буцко. Адаптируя народные мелодии и старинные церковные песнопения к современности, Л. Карев старается сохранить контекстуальные условия жизни народных тем и знаменного распева, религиозную сущность последнего.

## Сочинения
- «Dulce memoriae» для симфонического оркестра
- «Mots interrompus» для органа и симфонического оркестра
- «La chanson des pierres» для чтеца и оркестра
- «Sicilienne de Monsieur Marc» для камерного оркестра
- «2 экспромта» для струнного оркестра
- «Ave Maria» для смешанного хора
- «Amoroso» для струнного квартета
- «Manteau noir» для бас-кларнета и органа
- Сонаты для органа, 2-х фортепиано, скрипки и фортепиано, альта и фортепиано, виолончели и фортепиано